# Буть
Буть (рос. Буть) — річка у Пермському краї (Великососновський район), Росія, права притока Сіви.
Річка починається в урочищі Решетники, що за 4 км на північний схід від села Юрково. Течія дуже звивиста: спочатку спрямована на південний схід, потім утворю.є велику звивину на південний захід, біля села Федорово тече на схід, а біля села Тараканово різко повертає на південь, утворюючи вузький мис. Перед селом Левіно течія спрямовується на південний схід. Впадає до Сіви нижче села Бурдино.
У верхній течії пересихає, русло нешироке, звивисте. Береги місцями заліснені, долина вузька. Приймає декілька дрібних приток, найбільша з яких ліва Мельнична. Збудовано декілька автомобільних мостів.
Над річкою розташовані села — Федорово, Тараканово, Левіно, Зарічна і Бурдино.